# ユナイテッド・アボミネイションズ
『ユナイテッド・アボミネイションズ』（United Abominations）は、アメリカ合衆国のスラッシュメタルバンド・メガデスが2007年に発表したアルバム。スタジオ・アルバムとしては11作目。

## 解説
ロードランナー・レコード移籍第1弾アルバム。前スタジオ・アルバム『ザ・システム・ハズ・フェイルド』（2004年）発表後のツアーに参加したグレン・ドローヴァーとショーン・ドローヴァー、2006年3月に加入したジェイムズ・ロメンゾ（元ブラック・レーベル・ソサイアティ）を迎えた編成で録音された。
「ギアーズ・オヴ・ウォー」は、まだ歌詞ができていなかった段階のヴァージョンが、Xbox 360用のビデオゲーム『Gears of War』に提供された。「ア・トゥー・ル・モンド」は、アルバム『ユースアネイジア』（1994年）収録曲のセルフ・カヴァーで、リサ・マリー・プレスリーがゲスト参加する予定もあったが、最終的にはラクーナ・コイルのクリスティーナ・スカビアがゲスト・ボーカリストとして参加した。「アメリカスタン」は、テレビドラマ『24 -TWENTY FOUR-』にインスパイアされた楽曲。
先行発売された日本盤CDには、レッド・ツェッペリンのカヴァー「アウト・オン・ザ・タイルズ」がボーナス・トラックとして収録された。バンドは、レコーディング中にジョン・ボーナムのドラムセットをレンタルしたことがきっかけで、レッド・ツェッペリンのカヴァーを録音することにしたという。
バンドの母国アメリカでは、『クリプティック・ライティングス』（1997年）以来10年ぶりに、Billboard 200でのトップ10入りを果たした。

## 収録曲
特記なき楽曲は作詞・作曲ともにデイヴ・ムステインによる。
1. スリープウォーカー - Sleepwalker - 5:53
2. ワシントン・イズ・ネクスト! - Washington Is Next! - 5:19
3. ネヴァー・ウォーク・アローン〜ア・コール・トゥ・アームズ - Never Walk Alone... A Call to Arms - 3:54
  - 作詞・作曲：デイヴ・ムステイン、グレン・ドローヴァー
4. ユナイテッド・アボミネイションズ - United Abominations - 5:35
5. ギアーズ・オヴ・ウォー - Gears of War - 4:26
6. ブレスト・アー・ザ・デッド - Blessed Are the Dead - 4:02
7. プレイ・フォー・ブラッド - Play for Blood - 3:49
8. ア・トゥー・ル・モンド - À Tout le Monde (Set Me Free) - 4:11
9. アメリカスタン - Amerikhastan - 3:43
10. ユーアー・デッド - You're Dead - 3:18
11. バーント・アイス - Burnt Ice - 3:47

### 日本盤ボーナス・トラック
1. アウト・オン・ザ・タイルズ - Out on the Tiles - 4:03
  - 作詞：ロバート・プラント／作曲：ロバート・プラント、ジミー・ペイジ、ジョン・ボーナム

## 参加ミュージシャン
- デイヴ・ムステイン - ボーカル、ギター
- グレン・ドローヴァー - ギター、バッキング・ボーカル
- ジェイムズ・ロメンゾ - ベース、バッキング・ボーカル
- ショーン・ドローヴァー - ドラムス、パーカッション、バッキング・ボーカル

ゲスト・ミュージシャン
- クリス・ロドリゲス - バッキング・ボーカル
- アクセル・マッケンロット - キーボード
- クリスティーナ・スカビア - ボーカル(on 8.)